# دومینیک اشمیت
دومینیک اشمیت (انگلیسی: Dominik Schmidt؛ زادهٔ ۱ ژوئیهٔ ۱۹۸۷) بازیکن فوتبال اهل آلمان است.
از باشگاه‌هایی که در آن بازی کرده‌است می‌توان به باشگاه فوتبال آینتراخت فرانکفورت، باشگاه فوتبال هولشتاین کیل، و باشگاه ورزشی وردر برمن اشاره کرد.